# Saison 2002 de la WTA
Vainqueurs des tournois majeurs
Résultats des tournois de tennis organisés par la WTA en 2002.

## La saison 2002 en résumé
Comme en 2001, Jennifer Capriati s'impose à l'Open d'Australie face à Martina Hingis, au terme d'une rencontre très accrochée : il s'agit là de sa seule victoire lors de la saison 2002 de la Women's Tennis Association (WTA).
La suite de la saison est entièrement dominée par les sœurs Williams, la cadette Serena battant Venus à Roland-Garros, Wimbledon et à Flushing Meadows. Serena, grâce à ce petit Chelem et cinq tournois WTA supplémentaires, conclut l'année numéro un mondiale, loin devant Venus (sept titres).
La concurrence, sans démériter, est à la peine : Kim Clijsters décroche quatre trophées, y compris les Masters, mieux que Justine Henin, Amélie Mauresmo et Monica Seles qui enregistrent deux succès chacune. 
Martina Hingis et Lindsay Davenport, blessées, manquent l'essentiel des grands rendez-vous ; la première, qui n'a gagné que deux fois en 2002, joue en octobre son dernier match avant son retour en janvier 2006. 
Arantxa Sánchez Vicario, en novembre, met un terme à sa riche carrière professionnelle débutée en 1985.
La Slovaquie enfin, emmenée par Daniela Hantuchová, enlève pour la première fois de son histoire la Fed Cup face à l'Espagne en finale.
En double, la paire V. Ruano-Suárez triomphe à Roland-Garros et à l'US Open, Hingis-Kournikova en Australie et les Williams à Wimbledon.  

## Organisation de la saison
Indépendamment des 4 tournois du Grand Chelem (organisés par l'ITF), la saison 2002 de la WTA se compose des tournois suivants :
- les tournois Tier I (9),
- les tournois Tier II (17),
- les tournois Tier III, Tier IV, Tier V (33)
- Les Masters de fin de saison

La saison 2002 compte donc 64 tournois.
À ce calendrier s'ajoute aussi l'épreuve par équipes nationales : la Fed Cup.

## Palmarès

### Simple
| No | Date       | Nom et lieu du tournoi                          | Catégorie | Dotation    | Surface         | Vainqueure          | Finaliste           | Score           |         |
| -- | ---------- | ----------------------------------------------- | --------- | ----------- | --------------- | ------------------- | ------------------- | --------------- | ------- |
| 1  | 31/12/2001 | ASB Bank Classic, Auckland                      | Tier IV   | 140 000 $   | Dur (ext.)      | Anna Smashnova      | Tatiana Panova      | 6-2, 6-2        | Tableau |
| 2  | 31/12/2001 | Thalgo Hard Court Championships, Gold Coast     | Tier III  | 170 000 $   | Dur (ext.)      | Venus Williams      | Justine Henin       | 7-5, 6-2        | Tableau |
| 3  | 06/01/2002 | ANZ Tasmanian International, Hobart             | Tier V    | 110 000 $   | Dur (ext.)      | Martina Suchá       | Anabel Medina       | 7-67, 6-1       | Tableau |
| 4  | 07/01/2002 | Canberra Women’s Classic, Canberra              | Tier V    | 110 000 $   | Dur (ext.)      | Anna Smashnova      | Tamarine Tanasugarn | 7-5, 7-62       | Tableau |
| 5  | 07/01/2002 | Adidas International, Sydney                    | Tier II   | 585 000 $   | Dur (ext.)      | Martina Hingis      | Meghann Shaughnessy | 6-2, 6-3        | Tableau |
| 6  | 14/01/2002 | Australian Open, Melbourne                      | G. Chelem | 3 942 915 $ | Dur (ext.)      | Jennifer Capriati   | Martina Hingis      | 4-6, 7-67, 6-2  | Tableau |
| 7  | 28/01/2002 | Toray Pan Pacific Open, Tokyo                   | Tier I    | 1 224 000 $ | Moquette (int.) | Martina Hingis      | Monica Seles        | 7-66, 4-6, 6-3  | Tableau |
| 8  | 04/02/2002 | Open Gaz de France, Paris                       | Tier II   | 585 000 $   | Moquette (int.) | Venus Williams      | Jelena Dokić        | Forfait         | Tableau |
| 9  | 11/02/2002 | Qatar Total FinaElf Open, Doha                  | Tier III  | 170 000 $   | Dur (ext.)      | Monica Seles        | Tamarine Tanasugarn | 7-66, 6-3       | Tableau |
| 10 | 11/02/2002 | Proximus Diamond Games, Anvers                  | Tier II   | 585 000 $   | Moquette (int.) | Venus Williams      | Justine Henin       | 6-3, 5-7, 6-3   | Tableau |
| 11 | 18/02/2002 | Kroger St. Jude, Memphis                        | Tier III  | 170 000 $   | Dur (int.)      | Lisa Raymond        | Alexandra Stevenson | 4-6, 6-3, 7-69  | Tableau |
| 12 | 18/02/2002 | Copa Colsanitas, Bogota                         | Tier III  | 170 000 $   | Terre (ext.)    | Fabiola Zuluaga     | Katarina Srebotnik  | 6-1, 6-4        | Tableau |
| 13 | 18/02/2002 | Duty Free Women’s Open, Dubaï                   | Tier II   | 585 000 $   | Dur (ext.)      | Amélie Mauresmo     | Sandrine Testud     | 6-4, 7-63       | Tableau |
| 14 | 25/02/2002 | Abierto Mexicano Pegaso, Acapulco               | Tier III  | 200 000 $   | Terre (ext.)    | Katarina Srebotnik  | Paola Suárez        | 6-71, 6-4, 6-2  | Tableau |
| 15 | 25/02/2002 | State Farm Classic, Scottsdale                  | Tier II   | 585 000 $   | Dur (ext.)      | Serena Williams     | Jennifer Capriati   | 6-2, 4-6, 6-4   | Tableau |
| 16 | 04/03/2002 | Pacific Life Open, Indian Wells                 | Tier I    | 2 100 000 $ | Dur (ext.)      | Daniela Hantuchová  | Martina Hingis      | 6-3, 6-4        | Tableau |
| 17 | 18/03/2002 | NASDAQ-100 Open, Miami                          | Tier I    | 2 860 000 $ | Dur (ext.)      | Serena Williams     | Jennifer Capriati   | 7-5, 7-64       | Tableau |
| 18 | 01/04/2002 | Porto Open, Porto                               | Tier IV   | 140 000 $   | Terre (ext.)    | Angeles Montolio    | Magüi Serna         | 6-1, 2-6, 7-5   | Tableau |
| 19 | 01/04/2002 | Sarasota Open, Sarasota                         | Tier IV   | 140 000 $   | Terre (ext.)    | Jelena Dokić        | Tatiana Panova      | 6-2, 6-2        | Tableau |
| 20 | 08/04/2002 | Estoril Open, Estoril                           | Tier IV   | 140 000 $   | Terre (ext.)    | Magüi Serna         | Anca Barna          | 6-4, 6-2        | Tableau |
| 21 | 08/04/2002 | Bausch & Lomb Championships, Amelia Island      | Tier II   | 585 000 $   | Terre (ext.)    | Venus Williams      | Justine Henin       | 2-6, 7-5, 7-65  | Tableau |
| 22 | 15/04/2002 | Budapest Open, Budapest                         | Tier V    | 110 000 $   | Terre (ext.)    | Martina Müller      | Myriam Casanova     | 6-2, 3-6, 6-4   | Tableau |
| 23 | 15/04/2002 | Family Circle Cup, Charleston                   | Tier I    | 1 224 000 $ | Terre (ext.)    | Iva Majoli          | Patty Schnyder      | 7-65, 6-4       | Tableau |
| 24 | 29/04/2002 | Croatian Ladies Open, Bol                       | Tier III  | 170 000 $   | Terre (ext.)    | Åsa Svensson        | Iva Majoli          | 6-3, 4-6, 6-1   | Tableau |
| 25 | 30/04/2002 | Betty Barclay Cup, Hambourg                     | Tier II   | 585 000 $   | Terre (ext.)    | Kim Clijsters       | Venus Williams      | 1-6, 6-3, 6-4   | Tableau |
| 26 | 06/05/2002 | J&S Cup, Varsovie                               | Tier III  | 170 000 $   | Terre (ext.)    | Elena Bovina        | Henrieta Nagyová    | 6-3, 6-1        | Tableau |
| 27 | 06/05/2002 | Eurocard German Open, Berlin                    | Tier I    | 1 224 000 $ | Terre (ext.)    | Justine Henin       | Serena Williams     | 6-2, 1-6, 7-65  | Tableau |
| 28 | 13/05/2002 | Italian Open, Rome                              | Tier I    | 1 224 000 $ | Terre (ext.)    | Serena Williams     | Justine Henin       | 7-66, 6-4       | Tableau |
| 29 | 20/05/2002 | Open de España, Madrid                          | Tier III  | 170 000 $   | Terre (ext.)    | Monica Seles        | Chanda Rubin        | 6-4, 6-2        | Tableau |
| 30 | 20/05/2002 | Internationaux de Strasbourg, Strasbourg        | Tier III  | 170 000 $   | Terre (ext.)    | Silvia Farina       | Jelena Dokić        | 6-4, 3-6, 6-3   | Tableau |
| 31 | 27/05/2002 | Roland-Garros, Paris                            | G. Chelem | 5 011 256 $ | Terre (ext.)    | Serena Williams     | Venus Williams      | 7-5, 6-3        | Tableau |
| 32 | 10/06/2002 | Tashkent Open, Tachkent                         | Tier IV   | 140 000 $   | Dur (ext.)      | Marie Mikaelian     | Tatiana Poutchek    | 6-4, 6-4        | Tableau |
| 33 | 10/06/2002 | Wien Energie Grand Prix, Vienne                 | Tier III  | 170 000 $   | Terre (ext.)    | Anna Smashnova      | Iroda Tulyaganova   | 6-4, 6-1        | Tableau |
| 34 | 10/06/2002 | DFS Classic, Birmingham                         | Tier III  | 170 000 $   | Gazon (ext.)    | Jelena Dokić        | Anastasia Myskina   | 6-2, 6-3        | Tableau |
| 35 | 17/06/2002 | Ordina Open, Bois-le-Duc                        | Tier III  | 170 000 $   | Gazon (ext.)    | Eléni Daniilídou    | Elena Dementieva    | 3-6, 6-2, 6-3   | Tableau |
| 36 | 17/06/2002 | Britannic Asset Int’l Championships, Eastbourne | Tier II   | 585 000 $   | Gazon (ext.)    | Chanda Rubin        | Anastasia Myskina   | 6-1, 6-3        | Tableau |
| 37 | 24/06/2002 | The Championships, Wimbledon                    | G. Chelem | 5 450 958 $ | Gazon (ext.)    | Serena Williams     | Venus Williams      | 7-64, 6-3       | Tableau |
| 38 | 08/07/2002 | GP Princesse Lalla Meryem, Casablanca           | Tier V    | 110 000 $   | Terre (ext.)    | Patricia Wartusch   | Klára Koukalová     | 5-7, 6-3, 6-3   | Tableau |
| 39 | 08/07/2002 | Internazionali Femminili, Palerme               | Tier V    | 110 000 $   | Terre (ext.)    | Mariana Díaz-Oliva  | Vera Zvonareva      | 6-76, 6-1, 6-3  | Tableau |
| 40 | 08/07/2002 | French Community Championships, Bruxelles       | Tier IV   | 140 000 $   | Terre (ext.)    | Myriam Casanova     | Arantxa Sánchez     | 4-6, 6-2, 6-1   | Tableau |
| 41 | 22/07/2002 | Idea Prokom Open, Sopot                         | Tier III  | 300 000 $   | Terre (ext.)    | Dinara Safina       | Henrieta Nagyová    | 6-3, 4-0, ab.   | Tableau |
| 42 | 22/07/2002 | Bank of the West Classic, Stanford              | Tier II   | 585 000 $   | Dur (ext.)      | Venus Williams      | Kim Clijsters       | 6-3, 6-3        | Tableau |
| 43 | 29/07/2002 | Acura Classic, San Diego                        | Tier II   | 775 000 $   | Dur (ext.)      | Venus Williams      | Jelena Dokić        | 6-2, 6-2        | Tableau |
| 44 | 05/08/2002 | Nordea Nordic Light Open, Espoo                 | Tier IV   | 140 000 $   | Terre (ext.)    | Svetlana Kuznetsova | Denisa Chládková    | 0-6, 6-3, 7-62  | Tableau |
| 45 | 05/08/2002 | JPMorgan Chase Open, Los Angeles                | Tier II   | 585 000 $   | Dur (ext.)      | Chanda Rubin        | Lindsay Davenport   | 5-7, 7-65, 6-3  | Tableau |
| 46 | 12/08/2002 | Coupe Rogers AT&T, Montréal                     | Tier I    | 1 224 000 $ | Dur (ext.)      | Amélie Mauresmo     | Jennifer Capriati   | 6-4, 6-1        | Tableau |
| 47 | 19/08/2002 | Pilot Pen Tennis, New Haven                     | Tier II   | 585 000 $   | Dur (ext.)      | Venus Williams      | Lindsay Davenport   | 7-5, 6-0        | Tableau |
| 48 | 26/08/2002 | US Open, Flushing Meadows                       | G. Chelem | 6 261 690 $ | Dur (ext.)      | Serena Williams     | Venus Williams      | 6-4, 6-3        | Tableau |
| 49 | 09/09/2002 | SVW Polo Open, Shanghai                         | Tier IV   | 140 000 $   | Dur (ext.)      | Anna Smashnova      | Anna Kournikova     | 6-2, 6-3        | Tableau |
| 50 | 09/09/2002 | Big Island Championships, Waikoloa              | Tier IV   | 140 000 $   | Dur (ext.)      | Cara Black          | Lisa Raymond        | 7-61, 6-4       | Tableau |
| 51 | 09/09/2002 | Brasil Open, Bahia                              | Tier II   | 650 000 $   | Dur (ext.)      | Anastasia Myskina   | Eléni Daniilídou    | 6-3, 0-6, 6-2   | Tableau |
| 52 | 16/09/2002 | Challenge Bell, Québec                          | Tier III  | 170 000 $   | Moquette (int.) | Elena Bovina        | Marie Mikaelian     | 6-3, 6-4        | Tableau |
| 53 | 16/09/2002 | Toyota Princess Cup, Tokyo                      | Tier II   | 585 000 $   | Dur (ext.)      | Serena Williams     | Kim Clijsters       | 2-6, 6-3, 6-3   | Tableau |
| 54 | 23/09/2002 | Wismilak International, Bali                    | Tier III  | 225 000 $   | Dur (ext.)      | Svetlana Kuznetsova | Conchita Martínez   | 3-6, 7-64, 7-5  | Tableau |
| 55 | 23/09/2002 | Sparkassen Cup, Leipzig                         | Tier II   | 585 000 $   | Moquette (int.) | Serena Williams     | Anastasia Myskina   | 6-3, 6-2        | Tableau |
| 56 | 30/09/2002 | AIG Japan Open, Tokyo                           | Tier III  | 170 000 $   | Dur (ext.)      | Jill Craybas        | Silvija Talaja      | 2-6, 6-4, 6-4   | Tableau |
| 57 | 30/09/2002 | Kremlin Cup, Moscou                             | Tier I    | 1 224 000 $ | Moquette (int.) | Magdalena Maleeva   | Lindsay Davenport   | 5-7, 6-3, 7-64  | Tableau |
| 58 | 07/10/2002 | Porsche Grand Prix, Filderstadt                 | Tier II   | 625 000 $   | Dur (int.)      | Kim Clijsters       | Daniela Hantuchová  | 4-6, 6-3, 6-4   | Tableau |
| 59 | 14/10/2002 | VUB Open, Bratislava                            | Tier V    | 110 000 $   | Dur (int.)      | Maja Matevžič       | Iveta Benešová      | 6-0, 6-1        | Tableau |
| 60 | 14/10/2002 | Swisscom Challenge, Zurich                      | Tier I    | 1 224 000 $ | Dur (int.)      | Patty Schnyder      | Lindsay Davenport   | 6-75, 7-68, 6-3 | Tableau |
| 61 | 21/10/2002 | SEAT Open, Luxembourg                           | Tier III  | 225 000 $   | Dur (int.)      | Kim Clijsters       | Magdalena Maleeva   | 6-1, 6-2        | Tableau |
| 62 | 21/10/2002 | Generali Ladies, Linz                           | Tier II   | 585 000 $   | Moquette (int.) | Justine Henin       | Alexandra Stevenson | 6-3, 6-0        | Tableau |
| 63 | 04/11/2002 | Volvo Women’s Open, Pattaya                     | Tier V    | 110 000 $   | Dur (ext.)      | Angelique Widjaja   | Cho Yoon-jeong      | 6-2, 6-4        | Tableau |
| 64 | 04/11/2002 | Home Depot Championships, Los Angeles           | Masters   | 3 000 000 $ | Dur (int.)      | Kim Clijsters       | Serena Williams     | 7-5, 6-3        | Tableau |

### Double
| No | Date       | Nom et lieu du tournoi                         | Catégorie | Dotation    | Surface         | Vainqueures                            | Finalistes                             | Score           |         |
| -- | ---------- | ---------------------------------------------- | --------- | ----------- | --------------- | -------------------------------------- | -------------------------------------- | --------------- | ------- |
| 1  | 31/12/2001 | ASB Bank Classic Auckland                      | Tier IV   | 140 000 $   | Dur (ext.)      | Nicole Arendt Liezel Huber             | Květa Hrdličková Henrieta Nagyová      | 7-5, 6-4        | Tableau |
| 2  | 31/12/2001 | Thalgo Hard Court Championships Gold Coast     | Tier III  | 170 000 $   | Dur (ext.)      | Justine Henin Meghann Shaughnessy      | Miriam Oremans Åsa Svensson            | 6-1, 7-66       | Tableau |
| 3  | 06/01/2002 | ANZ Tasmanian International Hobart             | Tier V    | 110 000 $   | Dur (ext.)      | Tathiana Garbin Rita Grande            | Catherine Barclay Christina Wheeler    | 6-2, 7-63       | Tableau |
| 4  | 07/01/2002 | Canberra Women’s Classic Canberra              | Tier V    | 110 000 $   | Dur (ext.)      | Nannie De Villiers Irina Selyutina     | Samantha Reeves A. Serra Zanetti       | 6-2, 6-3        | Tableau |
| 5  | 07/01/2002 | Adidas International Sydney                    | Tier II   | 585 000 $   | Dur (ext.)      | Lisa Raymond Rennae Stubbs             | Martina Hingis Anna Kournikova         | Forfait         | Tableau |
| 6  | 14/01/2002 | Australian Open Melbourne                      | G. Chelem | 3 942 915 $ | Dur (ext.)      | Martina Hingis Anna Kournikova         | Daniela Hantuchová Arantxa Sánchez     | 6-2, 6-74, 6-1  | Tableau |
| 7  | 28/01/2002 | Toray Pan Pacific Open Tokyo                   | Tier I    | 1 224 000 $ | Moquette (int.) | Lisa Raymond Rennae Stubbs             | Els Callens Roberta Vinci              | 6-1, 6-1        | Tableau |
| 8  | 04/02/2002 | Open Gaz de France Paris                       | Tier II   | 585 000 $   | Moquette (int.) | Nathalie Dechy Meilen Tu               | Elena Dementieva Janette Husárová      | Forfait         | Tableau |
| 9  | 11/02/2002 | Qatar Total FinaElf Open Doha                  | Tier III  | 170 000 $   | Dur (ext.)      | Janette Husárová Arantxa Sánchez       | Alexandra Fusai Caroline Vis           | 6-3, 6-3        | Tableau |
| 10 | 11/02/2002 | Proximus Diamond Games Anvers                  | Tier II   | 585 000 $   | Moquette (int.) | Magdalena Maleeva Patty Schnyder       | Nathalie Dechy Meilen Tu               | 6-3, 6-73, 6-3  | Tableau |
| 11 | 18/02/2002 | Kroger St. Jude Memphis                        | Tier III  | 170 000 $   | Dur (int.)      | Ai Sugiyama Elena Tatarkova            | Melissa Middleton Brie Rippner         | 6-4, 2-6, 6-0   | Tableau |
| 12 | 18/02/2002 | Copa Colsanitas Bogota                         | Tier III  | 170 000 $   | Terre (ext.)    | Virginia Ruano Paola Suárez            | Tina Križan Katarina Srebotnik         | 6-2, 6-1        | Tableau |
| 13 | 18/02/2002 | Duty Free Women’s Open Dubaï                   | Tier II   | 585 000 $   | Dur (ext.)      | Barbara Rittner María Vento-Kabchi     | Sandrine Testud Roberta Vinci          | 6-3, 6-2        | Tableau |
| 14 | 25/02/2002 | Abierto Mexicano Pegaso Acapulco               | Tier III  | 200 000 $   | Terre (ext.)    | Virginia Ruano Paola Suárez            | Tina Križan Katarina Srebotnik         | 7-5, 6-1        | Tableau |
| 15 | 25/02/2002 | State Farm Classic Scottsdale                  | Tier II   | 585 000 $   | Dur (ext.)      | Lisa Raymond Rennae Stubbs             | Cara Black Elena Likhovtseva           | 6-3, 5-7, 7-64  | Tableau |
| 16 | 04/03/2002 | Pacific Life Open Indian Wells                 | Tier I    | 2 100 000 $ | Dur (ext.)      | Lisa Raymond Rennae Stubbs             | Elena Dementieva Janette Husárová      | 7-5, 6-0        | Tableau |
| 17 | 18/03/2002 | NASDAQ-100 Open Miami                          | Tier I    | 2 860 000 $ | Dur (ext.)      | Lisa Raymond Rennae Stubbs             | Virginia Ruano Paola Suárez            | 7-64, 6-74, 6-3 | Tableau |
| 18 | 01/04/2002 | Porto Open Porto                               | Tier IV   | 140 000 $   | Terre (ext.)    | Cara Black Irina Selyutina             | Kristie Boogert Magüi Serna            | 7-66, 6-4       | Tableau |
| 19 | 01/04/2002 | Sarasota Open Sarasota                         | Tier IV   | 140 000 $   | Terre (ext.)    | Jelena Dokić Elena Likhovtseva         | Els Callens Conchita Martínez          | 6-75, 6-3, 6-3  | Tableau |
| 20 | 08/04/2002 | Estoril Open Estoril                           | Tier IV   | 140 000 $   | Terre (ext.)    | Elena Bovina Zsofia Gubacsi            | Barbara Rittner María Vento-Kabchi     | 6-3, 6-1        | Tableau |
| 21 | 08/04/2002 | Bausch & Lomb Championships Amelia Island      | Tier II   | 585 000 $   | Terre (ext.)    | Daniela Hantuchová Arantxa Sánchez     | María Emilia Salerni Åsa Svensson      | 6-4, 6-2        | Tableau |
| 22 | 15/04/2002 | Budapest Open Budapest                         | Tier V    | 110 000 $   | Terre (ext.)    | Catherine Barclay Émilie Loit          | Elena Bovina Zsofia Gubacsi            | 4-6, 6-3, 6-3   | Tableau |
| 23 | 15/04/2002 | Family Circle Cup Charleston                   | Tier I    | 1 224 000 $ | Terre (ext.)    | Lisa Raymond Rennae Stubbs             | Alexandra Fusai Caroline Vis           | 6-4, 3-6, 7-64  | Tableau |
| 24 | 29/04/2002 | Croatian Ladies Open Bol                       | Tier III  | 170 000 $   | Terre (ext.)    | Tathiana Garbin Angelique Widjaja      | Elena Bovina Henrieta Nagyová          | 7-5, 3-6, 6-4   | Tableau |
| 25 | 30/04/2002 | Betty Barclay Cup Hambourg                     | Tier II   | 585 000 $   | Terre (ext.)    | Martina Hingis Barbara Schett          | Daniela Hantuchová Arantxa Sánchez     | 6-1, 6-1        | Tableau |
| 26 | 06/05/2002 | J&S Cup Varsovie                               | Tier III  | 170 000 $   | Terre (ext.)    | Jelena Kostanić Henrieta Nagyová       | Evgenia Kulikovskaya Silvija Talaja    | 6-1, 6-1        | Tableau |
| 27 | 06/05/2002 | Eurocard German Open Berlin                    | Tier I    | 1 224 000 $ | Terre (ext.)    | Elena Dementieva Janette Husárová      | Daniela Hantuchová Arantxa Sánchez     | 0-6, 7-63, 6-2  | Tableau |
| 28 | 13/05/2002 | Italian Open Rome                              | Tier I    | 1 224 000 $ | Terre (ext.)    | Virginia Ruano Paola Suárez            | Conchita Martínez Patricia Tarabini    | 6-3, 6-4        | Tableau |
| 29 | 20/05/2002 | Open de España Madrid                          | Tier III  | 170 000 $   | Terre (ext.)    | Martina Navrátilová Natasha Zvereva    | Rossana de los Ríos Arantxa Sánchez    | 6-2, 6-3        | Tableau |
| 30 | 20/05/2002 | Internationaux de Strasbourg Strasbourg        | Tier III  | 170 000 $   | Terre (ext.)    | Jennifer Hopkins Jelena Kostanić       | Caroline Dhenin Maja Matevžič          | 0-6, 6-4, 6-4   | Tableau |
| 31 | 27/05/2002 | Roland-Garros Paris                            | G. Chelem | 5 011 256 $ | Terre (ext.)    | Virginia Ruano Paola Suárez            | Lisa Raymond Rennae Stubbs             | 6-4, 6-2        | Tableau |
| 32 | 10/06/2002 | Tashkent Open Tachkent                         | Tier IV   | 140 000 $   | Dur (ext.)      | Tatiana Perebiynis Tatiana Poutchek    | Mia Buric Galina Fokina                | 7-5, 6-2        | Tableau |
| 33 | 10/06/2002 | Wien Energie Grand Prix Vienne                 | Tier III  | 170 000 $   | Terre (ext.)    | Petra Mandula Patricia Wartusch        | Barbara Schwartz Jasmin Wöhr           | 6-2, 6-4        | Tableau |
| 34 | 10/06/2002 | DFS Classic Birmingham                         | Tier III  | 170 000 $   | Gazon (ext.)    | Shinobu Asagoe Els Callens             | Kimberly Po Nathalie Tauziat           | 6-4, 6-3        | Tableau |
| 35 | 17/06/2002 | Ordina Open Bois-le-Duc                        | Tier III  | 170 000 $   | Gazon (ext.)    | Catherine Barclay Martina Müller       | Bianka Lamade Magdalena Maleeva        | 6-4, 7-5        | Tableau |
| 36 | 17/06/2002 | Britannic Asset Int’l Championships Eastbourne | Tier II   | 585 000 $   | Gazon (ext.)    | Lisa Raymond Rennae Stubbs             | Cara Black Elena Likhovtseva           | 6-75, 7-66, 6-2 | Tableau |
| 37 | 24/06/2002 | The Championships Wimbledon                    | G. Chelem | 5 450 958 $ | Gazon (ext.)    | Serena Williams Venus Williams         | Virginia Ruano Paola Suárez            | 6-2, 7-5        | Tableau |
| 38 | 08/07/2002 | GP Princesse Lalla Meryem Casablanca           | Tier V    | 110 000 $   | Terre (ext.)    | Petra Mandula Patricia Wartusch        | Gisela Dulko C. Granados               | 6-2, 6-1        | Tableau |
| 39 | 08/07/2002 | Internazionali Femminili Palerme               | Tier V    | 110 000 $   | Terre (ext.)    | Evgenia Kulikovskaya Ekaterina Sysoeva | Lioubomira Batcheva Angelika Roesch    | 6-4, 6-3        | Tableau |
| 40 | 08/07/2002 | French Community Championships Bruxelles       | Tier IV   | 140 000 $   | Terre (ext.)    | Barbara Schwartz Jasmin Wöhr           | Tathiana Garbin Arantxa Sánchez        | 6-2, 0-6, 6-4   | Tableau |
| 41 | 22/07/2002 | Idea Prokom Open Sopot                         | Tier III  | 300 000 $   | Terre (ext.)    | Svetlana Kuznetsova Arantxa Sánchez    | Evgenia Kulikovskaya Ekaterina Sysoeva | 6-2, 6-2        | Tableau |
| 42 | 22/07/2002 | Bank of the West Classic Stanford              | Tier II   | 585 000 $   | Dur (ext.)      | Lisa Raymond Rennae Stubbs             | Janette Husárová Conchita Martínez     | 6-1, 6-1        | Tableau |
| 43 | 29/07/2002 | Acura Classic San Diego                        | Tier II   | 775 000 $   | Dur (ext.)      | Elena Dementieva Janette Husárová      | Daniela Hantuchová Ai Sugiyama         | 6-2, 6-4        | Tableau |
| 44 | 05/08/2002 | Nordea Nordic Light Open Espoo                 | Tier IV   | 140 000 $   | Terre (ext.)    | Svetlana Kuznetsova Arantxa Sánchez    | Eva Bes-Ostariz María José Martínez    | 6-3, 6-75, 6-3  | Tableau |
| 45 | 05/08/2002 | JPMorgan Chase Open Los Angeles                | Tier II   | 585 000 $   | Dur (ext.)      | Kim Clijsters Jelena Dokić             | Daniela Hantuchová Ai Sugiyama         | 6-3, 6-3        | Tableau |
| 46 | 12/08/2002 | Coupe Rogers AT&T Montréal                     | Tier I    | 1 224 000 $ | Dur (ext.)      | Virginia Ruano Paola Suárez            | Rika Fujiwara Ai Sugiyama              | 6-4, 7-64       | Tableau |
| 47 | 19/08/2002 | Pilot Pen Tennis New Haven                     | Tier II   | 585 000 $   | Dur (ext.)      | Daniela Hantuchová Arantxa Sánchez     | Tathiana Garbin Janette Husárová       | 6-3, 1-6, 7-5   | Tableau |
| 48 | 26/08/2002 | US Open Flushing Meadows                       | G. Chelem | 6 261 690 $ | Dur (ext.)      | Virginia Ruano Paola Suárez            | Elena Dementieva Janette Husárová      | 6-2, 6-1        | Tableau |
| 49 | 09/09/2002 | Big Island Championships Waikoloa              | Tier IV   | 140 000 $   | Dur (ext.)      | Meilen Tu María Vento-Kabchi           | Nannie De Villiers Irina Selyutina     | 1-6, 6-2, 6-3   | Tableau |
| 50 | 09/09/2002 | SVW Polo Open Shanghai                         | Tier IV   | 140 000 $   | Dur (ext.)      | Anna Kournikova Janet Lee              | Rika Fujiwara Ai Sugiyama              | 7-5, 6-3        | Tableau |
| 51 | 09/09/2002 | Brasil Open Bahia                              | Tier II   | 650 000 $   | Dur (ext.)      | Virginia Ruano Paola Suárez            | Émilie Loit Rossana de los Ríos        | 6-4, 6-1        | Tableau |
| 52 | 16/09/2002 | Challenge Bell Québec                          | Tier III  | 170 000 $   | Moquette (int.) | Samantha Reeves Jessica Steck          | María Emilia Salerni Fabiola Zuluaga   | 4-6, 6-3, 7-5   | Tableau |
| 53 | 16/09/2002 | Toyota Princess Cup Tokyo                      | Tier II   | 585 000 $   | Dur (ext.)      | Svetlana Kuznetsova Arantxa Sánchez    | Petra Mandula Patricia Wartusch        | 6-2, 6-4        | Tableau |
| 54 | 23/09/2002 | Wismilak International Bali                    | Tier III  | 225 000 $   | Dur (ext.)      | Cara Black Virginia Ruano              | Svetlana Kuznetsova Arantxa Sánchez    | 6-2, 6-3        | Tableau |
| 55 | 23/09/2002 | Sparkassen Cup Leipzig                         | Tier II   | 585 000 $   | Moquette (int.) | Alexandra Stevenson Serena Williams    | Janette Husárová Paola Suárez          | 6-3, 7-5        | Tableau |
| 56 | 30/09/2002 | AIG Japan Open Tokyo                           | Tier III  | 170 000 $   | Dur (ext.)      | Shinobu Asagoe Nana Miyagi             | Svetlana Kuznetsova Arantxa Sánchez    | 6-4, 4-6, 6-4   | Tableau |
| 57 | 30/09/2002 | Kremlin Cup Moscou                             | Tier I    | 1 224 000 $ | Moquette (int.) | Elena Dementieva Janette Husárová      | Jelena Dokić Nadia Petrova             | 2-6, 6-3, 7-67  | Tableau |
| 58 | 07/10/2002 | Porsche Grand Prix Filderstadt                 | Tier II   | 625 000 $   | Dur (int.)      | Lindsay Davenport Lisa Raymond         | Meghann Shaughnessy Paola Suárez       | 6-2, 6-4        | Tableau |
| 59 | 14/10/2002 | VUB Open Bratislava                            | Tier V    | 110 000 $   | Dur (int.)      | Maja Matevžič Henrieta Nagyová         | Nathalie Dechy Meilen Tu               | 6-4, 6-0        | Tableau |
| 60 | 14/10/2002 | Swisscom Challenge Zurich                      | Tier I    | 1 224 000 $ | Dur (int.)      | Elena Bovina Justine Henin             | Jelena Dokić Nadia Petrova             | 6-2, 7-62       | Tableau |
| 61 | 21/10/2002 | SEAT Open Luxembourg                           | Tier III  | 225 000 $   | Dur (int.)      | Kim Clijsters Janette Husárová         | Květa Hrdličková Barbara Rittner       | 4-6, 6-3, 7-5   | Tableau |
| 62 | 21/10/2002 | Generali Ladies Linz                           | Tier II   | 585 000 $   | Moquette (int.) | Jelena Dokić Nadia Petrova             | Rika Fujiwara Ai Sugiyama              | 6-3, 6-2        | Tableau |
| 63 | 04/11/2002 | Volvo Women’s Open Pattaya                     | Tier V    | 110 000 $   | Dur (ext.)      | Kelly Liggan Renata Voráčová           | Lina Krasnoroutskaïa Tatiana Panova    | 7-5, 7-67       | Tableau |
| 64 | 04/11/2002 | Home Depot Championships Los Angeles           | Masters   | 3 000 000 $ | Dur (int.)      | Elena Dementieva Janette Husárová      | Cara Black Elena Likhovtseva           | 4-6, 6-4, 6-3   | Tableau |

### Double mixte
| No | Date       | Nom et lieu du tournoi       | Catégorie | Dotation    | Surface      | Vainqueures                       | Finalistes                       | Score         |         |
| -- | ---------- | ---------------------------- | --------- | ----------- | ------------ | --------------------------------- | -------------------------------- | ------------- | ------- |
| 1  | 29/12/2001 | Hyundai Hopman Cup XIV Perth | ITF       | 1 000 000 $ | Dur (int.)   | Arantxa Sánchez Tommy Robredo     | Monica Seles Jan-Michael Gambill | 2 matchs à 1  | Tableau |
| 2  | 14/01/2002 | Australian Open Melbourne    | G. Chelem | 3 942 915 $ | Dur (ext.)   | Daniela Hantuchová Kevin Ullyett  | Paola Suárez Gastón Etlis        | 6-3, 6-2      | Tableau |
| 3  | 27/05/2002 | Roland-Garros Paris          | G. Chelem | 5 011 256 $ | Terre (ext.) | Cara Black Wayne Black            | Elena Bovina Mark Knowles        | 6-3, 6-3      | Tableau |
| 4  | 24/06/2002 | The Championships Wimbledon  | G. Chelem | 5 450 958 $ | Gazon (ext.) | Elena Likhovtseva Mahesh Bhupathi | Daniela Hantuchová Kevin Ullyett | 6-2, 1-6, 6-1 | Tableau |
| 5  | 26/08/2002 | US Open Flushing Meadows     | G. Chelem | 6 261 690 $ | Dur (ext.)   | Lisa Raymond Mike Bryan           | Katarina Srebotnik Bob Bryan     | 7-69, 7-61    | Tableau |

## Classements de fin de saison
| Rang | Joueuse             |
| ---- | ------------------- |
| 1    | Serena Williams     |
| 2    | Venus Williams      |
| 3    | Jennifer Capriati   |
| 4    | Kim Clijsters       |
| 5    | Justine Henin       |
| 6    | Amélie Mauresmo     |
| 7    | Monica Seles        |
| 8    | Daniela Hantuchová  |
| 9    | Jelena Dokić        |
| 10   | Martina Hingis      |
| 11   | Anastasia Myskina   |
| 12   | Lindsay Davenport   |
| 13   | Chanda Rubin        |
| 14   | Magdalena Maleeva   |
| 15   | Patty Schnyder      |
| 16   | Anna Smashnova      |
| 17   | Silvia Farina Elia  |
| 18   | Alexandra Stevenson |
| 19   | Elena Dementieva    |
| 20   | Nathalie Dechy      |

| Rang | Joueuse                |
| ---- | ---------------------- |
| 1    | Paola Suárez           |
| 2    | Virginia Ruano Pascual |
| 3    | Lisa Raymond           |
| 4    | Rennae Stubbs          |
| 5    | Janette Husárová       |
| 6    | Elena Dementieva       |
| 7    | Arantxa Sánchez        |
| 8    | Daniela Hantuchová     |
| 9    | Cara Black             |
| 10   | Elena Likhovtseva      |
| 11   | Anna Kournikova        |
| 12   | Ai Sugiyama            |
| 13   | Rika Fujiwara          |
| 14   | Jelena Dokić           |
| 15   | Martina Hingis         |
| 16   | Conchita Martínez      |
| 17   | Meghann Shaughnessy    |
| 18   | Liezel Huber           |
| 19   | Nicole Arendt          |
| 20   | Kimberly Po            |

| Rang | Paire                  |
| ---- | ---------------------- |
| 1    | Virginia Ruano Pascual |
| 1    | Paola Suárez           |
| 2    | Lisa Raymond           |
| 2    | Rennae Stubbs          |
| 3    | Elena Dementieva       |
| 3    | Janette Husárová       |
| 4    | Cara Black             |
| 4    | Elena Likhovtseva      |
| 5    | Daniela Hantuchová     |
| 5    | Arantxa Sánchez        |
| 6    | Martina Hingis         |
| 6    | Anna Kournikova        |
| 7    | Nicole Arendt          |
| 7    | Liezel Huber           |
| 8    | Rika Fujiwara          |
| 8    | Ai Sugiyama            |
| 9    | Janet Lee              |
| 9    | Wynne Prakusya         |
| 10   | Tina Križan            |
| 10   | Katarina Srebotnik     |

## Fed Cup
| Date     | Lieu                                        | Surf.      | Vainqueur                                                          | Finaliste                                                    | Score |         |
| 02/11/02 | Gran Canaria, P. de Congresos de Maspalomas | Dur (int.) | Daniela Hantuchová Janette Husárová Henrieta Nagyová Martina Suchá | Conchita Martínez Arantxa Sánchez Magüi Serna Virginia Ruano | 3-1   | Tableau |